# مهبط بتيس
حقل بتيس هو مهبط للطائرات في ميفلين الغربية بولاية بنسلفانيا جنوب شرق مدينة بيتسبيرج بولاية بنسلفانيا وقد تم تأسيسه في عام 1924.

## التسمية
```
تم تسميته نسبة إلى الملازم السير 
سايروس كاي بتيس
 في 
سلاح الجو الأمريكي
 بعد حادثة مقتله على جبل جاك بالقرب من بيلفونت بولاية بنسلفانيا عام 
1926
.
[
2
]
```

## التاريخ
في البداية كان هناك شريط عشبي في المدرج أنشأه المستثمرون ومع مرور الوقت تحسن تدريجيا تم تغيير الأيدي عدة مرات وتم تشغيله من قبل شركة مطار بيتسبرغ-ماكيسبورت. خلال الحرب العالمية الثانية تم تقديم التدريب للجيش. وبحلول عام 1944 كان مهبط للطائرات عبارة عن سطح مرصوف بطول 2500 قدم (760 م). تم بيع الحقل إلى شركة وستنغهاوس في يناير 1949 وتم إغلاق وإعادة تطوير هذا الحقل ليصبح مختبر بتيس للطاقة الذرية.